# Annika Markovic

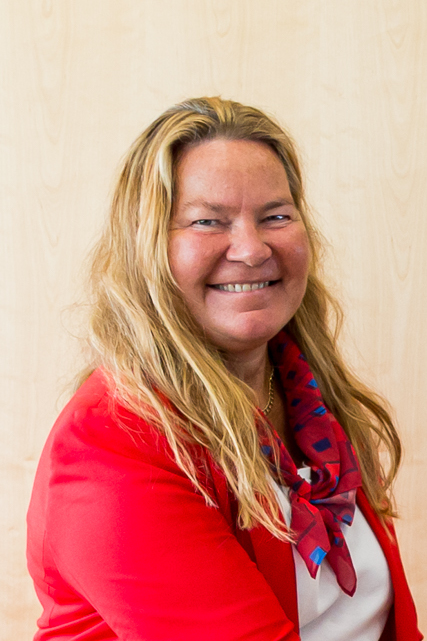
Annika Markovic (2021)

Annika Lisa Markovic, född Johansson 9 juni 1964 i Stockholm, är en svensk ambassadör. 
Markovic, som är dotter till Nils Johansson och hans hustru Marta Johansson, har civilekonomexamen från Stockholms universitet. Hon genomgick Utrikesdepartementets diplomatutbildning 1990 och inträdde vid departementet året därpå. Hon har bland annat tjänstgjort vid svenska FN-representationen i New York och som ambassadör i Manila 2003-2007. 
2007 utsågs Markovic till svensk ambassadör i Brasília samt även sidoackrediterad som Sveriges ambassadör till Surinam. Hon överlämnade sina kreditivbrev till president Luiz Inácio Lula da Silva den 31 januari 2008. Markovic avslutade sin tjänst som ambassadör till Brasilia i 31 augusti 2011. September 2011 fram till februari 2014 Markovic arbetade Markovic som miljöambassadör för Miljödepartementet och Utrikesdepartementet. Under tiden som miljöambassadör utnämndes Markovic till ordförande i CCAC.
20 januari 2014 utsåg Regeringen Annika Markovic till ambassadör för OECD och Unesco i Paris. Hon tillträdde sin tjänst den 17 februari 2014. Markovic avslutade sin tjänst som ambassadör för OECD och Unesco den 31 augusti 2018. 
26 juli 2018 utsåg Regeringen Annika Markovic till ambassadör i Haag. Hon tillträdde sin tjänst den 1 september 2018. 
2021 utsås hon till ambassadör i Wien.
Markovic har mottagit den filippinska Order of Sikatuna för sitt arbete med fredsförhandlingar i Filippinerna. 2011 mottog Markovic Södra korsets orden för sitt arbete som ambassadör i Brasilia.
Hon är gift och har tre barn.